# Liste des conseillers régionaux d'Ille-et-Vilaine
Le département français d’Ille-et-Vilaine compte actuellement 24 conseillers régionaux sur les 83 élus qui composent le conseil régional de Bretagne.

## Évolution du nombre de conseillers régionaux élus
À l'heure actuelle, le nombre de conseillers régionaux élus en Ille-et-Vilaine est fixé à 24, soit un de moins que lors de la précédente mandature. Celui-ci a évolué au fil du temps puisqu'on comptait 22 sièges à pourvoir dans le département lors des premières élections régionales.
| 1986-1992 | 1992-1998 | 1998-2004 | 2004-2010 | 2010-2015 | 2015-2021 | 2021-2028 |
| --------- | --------- | --------- | --------- | --------- | --------- | --------- |
| 22        | 24        | 24        | 23        | 23        | 25        | 24        |

## Listes par mandature

### 2021-2028
L'Ille-et-Vilaine compte 24 conseillers régionaux sur les 83 élus composant l'assemblée du conseil régional de Bretagne issue des élections des 20 et 27 juin 2021.
|                     | Loïg Chesnais-Girard     | PS puis DVG | 01 | Bretagne Sociale Démocrate, Écologiste et Régionaliste     | Ancien maire de Liffré                                            |
|                     | Carole Le Béchec         | DVG         | 02 | Bretagne Sociale Démocrate, Écologiste et Régionaliste     | —                                                                 |
|                     | Daniel Cueff *           | ECO         | 03 | Bretagne ma vie                                            | Ancien maire de Langouët                                          |
|                     | Claudia Rouaux           | PS          | 04 | Bretagne Sociale Démocrate, Écologiste et Régionaliste     | Députée                                                           |
|                     | Olivier David *          | DVG         | 05 | Bretagne Sociale Démocrate, Écologiste et Régionaliste     | —                                                                 |
|                     | Isabelle Pellerin *      | PS          | 06 | Bretagne Sociale Démocrate, Écologiste et Régionaliste     | Conseillère municipale de Rennes                                  |
|                     | Stéphane Perrin *        | DVG         | 07 | Bretagne Sociale Démocrate, Écologiste et Régionaliste     | Ancien conseiller municipal de Saint-Malo                         |
|                     | Katja Krüger             | PCF         | 08 | Communistes et progressistes                               | Ancienne conseillère municipale de Rennes                         |
|                     | André Crocq              | DVG         | 09 | Bretagne Sociale Démocrate, Écologiste et Régionaliste     | Ancien maire de Chavagne                                          |
|                     | Béatrice Macé *          | DVG         | 10 | Bretagne Sociale Démocrate, Écologiste et Régionaliste     | —                                                                 |
|                     | Jérôme Tré-Hardy         | DVG         | 11 | Bretagne Sociale Démocrate, Écologiste et Régionaliste     | —                                                                 |
|                     | Isabelle Le Callennec    | LR          | 01 | Hissons haut la Bretagne - Droite, centre et régionalistes | Maire de Vitré, ancienne conseillère départementale               |
|                     | Nicolas Belloir          | LR          | 02 | Hissons haut la Bretagne - Droite, centre et régionalistes | Adjoint au maire, ancien conseiller départemental de Saint-Malo-2 |
|                     | Mélina Parmentier        | LR          | 03 | Hissons haut la Bretagne - Droite, centre et régionalistes | Maire de Bécherel                                                 |
|                     | Maxime Gallier           | LR          | 04 | Hissons haut la Bretagne - Droite, centre et régionalistes | Adjoint au maire de Saint-Grégoire                                |
|                     | Claire Desmares-Poirrier | EÉLV        | 01 | Les Écologistes de Bretagne - Ekologourien Breizh          | —                                                                 |
|                     | Loïc Le Hir              | EÉLV        | 02 | Les Écologistes de Bretagne - Ekologourien Breizh          | —                                                                 |
|                     | Ana Sohier               | UDB         | 03 | Breizh a-gleiz - Autonomie, écologie, territoires          | Ancienne conseillère municipale de Rennes                         |
|                     | Goulven Oillic           | BÉ          | 04 | Les Écologistes de Bretagne - Ekologourien Breizh          | —                                                                 |
|                     | Marie-Pierre Vedrenne    | MoDem       | 01 | Nous la Bretagne - Ni Breizhiz                             | Députée européenne                                                |
|                     | Bernard Marboeuf         | UDI-AC      | 02 | Nous la Bretagne - Ni Breizhiz                             | Ancien maire de Lécousse                                          |
|                     | Anne Patault             | LREM-RE     | 03 | Bretagne Centre Gauche                                     | Adjointe au maire de Renac                                        |
|                     | Gilles Pennelle          | RN          | 01 | Rassemblement national                                     | Ancien conseiller municipal de Fougères                           |
|                     | Virginie d'Orsanne       | RN          | 02 | Rassemblement national                                     | Conseillère municipale de Fougères                                |
| * Vice-président(e) |                          |             |    |                                                            |                                                                   |

### 2015-2021
|                     | Loïg Chesnais-Girard, * | PS             | 01 | Alliance progressiste des socialistes et démocrates de Bretagne | Maire de Liffré (jusqu'en 2017)                                           |
|                     | Anne Patault *          | PS puis LREM   | 02 | Bremañ - Bretagne en marche                                     | Adjointe au maire de Renac                                                |
|                     | Sébastien Sémeril       | PS             | 03 | Alliance progressiste des socialistes et démocrates de Bretagne | Premier adjoint à la maire de Rennes                                      |
|                     | Claudia Rouaux          | PS             | 04 | Alliance progressiste des socialistes et démocrates de Bretagne | Députée (à partir de 2020), conseillère municipale de Montfort-sur-Meu    |
|                     | Éric Berroche           | PCF            | 05 | Communistes et progressistes                                    | Adjoint au maire de Rennes                                                |
|                     | Évelyne Gautier-Le Bail | PS             | 06 | Alliance progressiste des socialistes et démocrates de Bretagne | Adjointe au maire de Fougères                                             |
|                     | Martin Meyrier *        | PS             | 07 | Alliance progressiste des socialistes et démocrates de Bretagne | —                                                                         |
|                     | Lena Louarn *           | REG            | 08 | Régionalistes                                                   | —                                                                         |
|                     | André Crocq             | DVG            | 09 | Alliance progressiste des socialistes et démocrates de Bretagne | Maire de Chavagne (jusqu'en 2016)                                         |
|                     | Isabelle Pellerin *     | PS             | 10 | Alliance progressiste des socialistes et démocrates de Bretagne | Conseillère municipale de Rennes                                          |
|                     | Stéphane Perrin         | PRG            | 11 | Radicaux de gauche et apparentés                                | Conseiller municipal de Saint-Malo                                        |
|                     | Hind Saoud              | PS puis LREM   | 12 | Bremañ - Bretagne en marche                                     | Conseillère municipale de Rennes                                          |
|                     | Bernard Pouliquen *     | DVG            | 13 | Alliance progressiste des socialistes et démocrates de Bretagne | —                                                                         |
|                     | Catherine Saint-James   | DVG            | 14 | Alliance progressiste des socialistes et démocrates de Bretagne | —                                                                         |
|                     | Hervé Utard             | PS             | 15 | Alliance progressiste des socialistes et démocrates de Bretagne | Conseiller municipal de Vitré                                             |
|                     | Laurence Duffaud        | PS             | 16 | Alliance progressiste des socialistes et démocrates de Bretagne | Ancienne conseillère municipale de Rennes                                 |
|                     | Bernard Marboeuf        | UDI-AC         | 01 | Bretagne unie, centristes, démocrates et régionalistes          | Maire de Lécousse (jusqu'en 2020)                                         |
|                     | Delphine David          | LR             | 02 | Bretagne unie, centristes, démocrates et régionalistes          | Maire de Montfort-sur-Meu (jusqu'en 2020)                                 |
|                     | Bertrand Plouvier       | LR             | 03 | Droite, centre et régionalistes                                 | Conseiller municipal de Rennes, chef de l'opposition au conseil municipal |
|                     | Claire Guinemer         | LR             | 04 | Droite, centre et régionalistes                                 | Adjointe au maire de Saint-Malo                                           |
|                     | Pierre Breteau          | UDI puis MoDem | 05 | Bretagne unie, centristes, démocrates et régionalistes          | Maire de Saint-Grégoire                                                   |
|                     | Gilles Pennelle         | FN-RN          | 01 | Rassemblement national                                          | Conseiller municipal de Fougères                                          |
|                     | Virginie d'Orsanne      | FN-RN          | 02 | Rassemblement national                                          | Conseillère municipale de Fougères                                        |
|                     | Émeric Salmon           | FN-RN          | 03 | Rassemblement national                                          | —                                                                         |
|                     | Anne Vaneecloo          | FN-RN          | 04 | Rassemblement national                                          | —                                                                         |
| * Vice-président(e) |                         |                |    |                                                                 |                                                                           |

### 2010-2015
|                     | Sylvie Robert *            | PS   | 01 | -                          | Sénatrice (à partir de 2014), conseillère municipale de Rennes                                       |
|                     | Nicole Gargam              | PCF  | 15 | Communiste et progressiste | Ancienne adjointe au maire de Rennes Remplace Sylvie Robert, élue sénatrice, à partir d'octobre 2014 |
|                     | Serge Boudet               | PS   | 02 | -                          | Conseiller municipal de Fougères                                                                     |
|                     | Isabelle Thomas *          | PS   | 03 | -                          | Députée européenne, conseillère municipale de Saint-Malo                                             |
|                     | Pierrick Massiot, *        | PS   | 04 | -                          | Ancien premier adjoint au maire de Rennes                                                            |
|                     | Marie-Pierre Rouger *      | BÉ   | 05 | -                          | Ancienne adjointe au maire de Fougères                                                               |
|                     | Éric Berroche              | PCF  | 06 | Communiste et progressiste | Adjoint au maire de Rennes                                                                           |
|                     | Anne Patault               | PS   | 07 | -                          | Conseillère municipale de Renac                                                                      |
|                     | Bernard Pouliquen *        | DVG  | 08 | -                          | — |
|                     | Claudia Rouaux             | PS   | 09 | -                          | Conseillère municipale de Montfort-sur-Meu                                                           |
|                     | Christian Anneix           | PS   | 10 | -                          | Adjoint au maire de Cesson-Sévigné                                                                   |
|                     | Maria Vadillo *            | PS   | 11 | -                          | Conseillère municipale de Rennes                                                                     |
|                     | Loïg Chesnais-Girard       | PS   | 12 | -                          | Maire de Liffré                                                                                      |
|                     | Hind Saoud                 | PS   | 13 | -                          | Conseillère municipale de Rennes                                                                     |
|                     | Daniel Cueff               | BÉ   | 14 | -                          | Maire de Langouët                                                                                    |
|                     | Dominique de Legge         | UMP  | 01 | UMP-NC                     | Sénateur-maire du Pertre                                                                             |
|                     | Delphine David             | UMP  | 02 | UMP-NC                     | Maire de Montfort-sur-Meu                                                                            |
|                     | Bruno Chavanat             | UMP  | 03 | UMP-NC                     | Conseiller municipal de Rennes                                                                       |
|                     | Marie-Christine Le Herissé | UMP  | 04 | UMP-NC                     | Adjointe au maire de Saint-Malo                                                                      |
|                     | Bernard Marboeuf           | AC   | 05 | UMP-NC                     | Maire de Lécousse                                                                                    |
|                     | Françoise Boussekey        | UMP  | 06 | UMP-NC                     | Maire de Sainte-Marie Remplace Dominique de Legge, démissionnaire, à partir d'avril 2014             |
|                     | Guy Hascoët                | EÉ   | 01 | EÉLV-UDB                   | Ancien secrétaire d'État et député du Nord                                                           |
|                     | Gaëlle Rougier             | EÉ   | 02 | EÉLV-UDB                   | — |
|                     | Herri Gourmelen            | UDB  | 03 | EÉLV-UDB                   | Ancien conseiller municipal de Saint-Malo                                                            |
|                     | Sylviane Rault             | EÉ   | 04 | EÉLV-UDB                   | Adjointe au maire de Rennes (à partir de 2014)                                                       |
|                     | Yvette Rayssiguier         | EÉLV | 05 | EÉLV-UDB                   | — Remplace Sylviane Rault, démissionnaire, à partir d'avril 2014                                     |
| * Vice-président(e) |                            |      |    |                            | |

### 2004-2010
|                     | Sylvie Robert *            | PS          | 01 | -         | Adjointe au maire de Rennes                                                       |
|                     | Jean-René Marsac           | PS          | 02 | -         | Député, conseiller municipal de Redon                                             |
|                     | Pascale Loget *            | LV          | 03 | -         | Adjointe au maire de Rennes                                                       |
|                     | Pierrick Massiot           | PS          | 04 | -         | Premier adjoint au maire de Rennes                                                |
|                     | Isabelle Thomas            | PS          | 05 | -         | Conseillère municipale de Saint-Malo                                              |
|                     | Éric Berroche              | PCF         | 06 | -         | Adjoint au maire de Rennes                                                        |
|                     | Jeanne Larue *             | PRG         | 07 | -         | —                                                                                 |
|                     | Yannick Cairon             | LV          | 08 | -         | Ancien conseiller municipal de Pont-Péan                                          |
|                     | Annie Le Poëzat-Guiner     | PS          | 09 | -         | Conseillère municipale de Vitré (jusqu'en 2008)                                   |
|                     | Emmanuel Couet             | PS          | 10 | -         | Adjoint puis maire de Saint-Jacques-de-la-Lande (à partir de septembre 2007)      |
|                     | Nicole Gargam              | PCF         | 17 | -         | Adjointe au maire de Rennes Remplace Emmanuel Couet à partir du 30 septembre 2008 |
|                     | Maria Vadillo              | PS          | 11 | -         | Conseillère municipale de Rennes                                                  |
|                     | Alain Yvergniaux           | PS          | 12 | -         | Adjoint au maire de Betton                                                        |
|                     | Marie-Pierre Rouger        | LV          | 13 | -         | Adjointe au maire de Fougères                                                     |
|                     | André Lespagnol *          | DVG         | 14 | -         | —                                                                                 |
|                     | Stéphanie Poppe            | PS          | 15 | -         | —                                                                                 |
|                     | Serge Boudet               | PS          | 16 | -         | Adjoint au maire de Fougères                                                      |
|                     | Marie-Thérèse Boisseau     | UMP         | 01 | -         | Ancienne députée et secrétaire d'État                                             |
|                     | Bernard Marboeuf           | UDF puis AC | 02 | UDF-MoDem | Maire de Lécousse                                                                 |
|                     | Annie Davy                 | UMP         | 03 | -         | Maire de Bédée                                                                    |
|                     | Dominique de Legge         | UMP         | 04 | -         | Sénateur-maire du Pertre                                                          |
|                     | Marie-Christine Le Herissé | UMP         | 05 | -         | Adjointe au maire de Saint-Malo                                                   |
|                     | Loïck Le Brun              | UMP         | 06 | -         | Conseiller municipal de Rennes, chef de l'opposition au conseil municipal         |
|                     | Alix de la Bretesche       | UDF puis NC | 07 | -         | Conseillère municipale de Rennes                                                  |
| * Vice-président(e) |                            |             |    |           |                                                                                   |

### 1998-2004
|                     | Jean-Michel Boucheron    | PS        | 01 | - | Député, conseiller municipal de Rennes                                                             |
|                     | Marie-Pierre Rouger      | LV        | 11 | - | Adjointe au maire de Fougères Remplace Jean-Michel Boucheron, démissionnaire, à partir d'août 2002 |
|                     | Jean-Claude du Chalard   | PS        | 02 | - | Conseiller municipal du Rheu                                                                       |
|                     | Isabelle Thomas          | PS        | 03 | - | Conseillère municipale de Saint-Malo (à partir de 2001)                                            |
|                     | Paul Lespagnol           | PCF       | 04 | - | Adjoint au maire de Rennes                                                                         |
|                     | Jean-Louis Merrien       | LV        | 05 | - | Conseiller municipal de Chantepie puis de Rennes                                                   |
|                     | Jacques Faucheux         | PS        | 06 | - | Maire de Fougères                                                                                  |
|                     | Annie Le Poëzat-Guiner   | PS        | 07 | - | Conseillère municipale de Vitré                                                                    |
|                     | Élisabeth Burel          | PS        | 08 | - | Maire de La Nouaye                                                                                 |
|                     | Jean-René Marsac         | PS        | 09 | - | Ancien premier adjoint, conseiller municipal de Redon (à partir de 2001)                           |
|                     | Henri Gallais            | PS        | 10 | - | Conseiller municipal de Noyal-sur-Vilaine                                                          |
|                     | Marie-Thérèse Boisseau * | UDF-FD    | 01 | - | Secrétaire d'État, députée, ancienne conseillère municipale de Fougères                            |
|                     | Gérard Pourchet *        | UDF-FD    | 02 | - | Maire du Rheu                                                                                      |
|                     | Yvon Jacob *             | RPR       | 03 | - | Ancien député et conseiller municipal de Rennes                                                    |
|                     | Annie Davy               | UDF-FD    | 04 | - | Maire de Bédée                                                                                     |
|                     | Brice Lalonde            | GÉ        | 05 | - | Maire de Saint-Briac-sur-Mer, président de Génération écologie                                     |
|                     | Claude Champaud          | RPR       | 06 | - | Conseiller général de Rennes-Centre, ancien conseiller municipal de Rennes                         |
|                     | Henri-Jean Lebeau        | UDF-FD    | 07 | - | Premier adjoint au maire de Saint-Malo                                                             |
|                     | Michèle Le Roux          | RPR       | 08 | - | Conseillère municipale de Rennes                                                                   |
|                     | Dominique de Legge       | RPR       | 09 | - | Maire du Pertre                                                                                    |
|                     | Georges Magnant          | DL        | 10 | - | Conseiller général de Bain-de-Bretagne                                                             |
|                     | Bernard Marboeuf         | UDF-FD    | 11 | - | Maire de Lécousse Remplace Georges Magnant, décédé, à partir de 2003                               |
|                     | Pierre Maugendre         | FN        | 01 | - | Ancien conseiller municipal de Rennes                                                              |
|                     | Jacques Doré             | FN        | 02 | - | Ancien conseiller municipal de Saint-Malo                                                          |
|                     | Auguste Génovèse *       | DVD       | 01 | - | —                                                                                                  |
|                     | Jean-Pierre Dagorn       | UDF diss. | 02 | - | Ancien conseiller général de Rennes-Sud-Est                                                        |
| * Vice-président(e) |                          |           |    |   | |

### 1992-1998
|                     | Yvon Bourges           | RPR            | 01 | -          | Sénateur, ancien maire et conseiller général de Dinard                       |
|                     | Alain Madelin *        | UDF-PR puis DL | 02 | -          | Ministre, député-maire de Redon, président de Démocratie libérale            |
|                     | Gérard Pourchet *      | UDF-CDS        | 03 | -          | Conseiller municipal de Rennes puis maire du Rheu                            |
|                     | Claude Champaud        | RPR            | 04 | -          | Conseiller général de Rennes-Centre, ancien conseiller municipal de Rennes   |
|                     | Pierre Le Treut *      | UDF-CDS        | 05 | -          | Maire et conseiller général de Châteaugiron                                  |
|                     | Annie Davy             | UDF            | 06 | -          | Maire de Bédée                                                               |
|                     | Henri-Jean Lebeau      | UDF            | 07 | -          | Premier adjoint au maire de Saint-Malo                                       |
|                     | Yves Pottier           | RPR            | 08 | -          | Conseiller municipal de Rennes                                               |
|                     | Georges Magnant        | UDF-PR puis DL | 09 | -          | Conseiller général de Bain-de-Bretagne                                       |
|                     | Jeanne-Françoise Hutin | UDF            | 10 | -          | —                                                                            |
|                     | Yvon Jacob             | RPR            | 11 | -          | Député, conseiller municipal de Rennes                                       |
|                     | Bernard Marboeuf       | UDF-CDS        | 12 | -          | Maire de Lécousse                                                            |
|                     | André Belliard         | RPR            | 13 | -          | Maire et conseiller général de Combourg                                      |
|                     | Jacques Faucheux       | PS             | 01 | Socialiste | Maire de Fougères                                                            |
|                     | Henri Gallais          | PS             | 02 | Socialiste | Conseiller municipal de Noyal-sur-Vilaine                                    |
|                     | Jean-Claude du Chalard | PS             | 03 | Socialiste | Conseiller municipal du Rheu                                                 |
|                     | Pierre Bourges         | PS             | 04 | Socialiste | Maire de Redon (jusqu'en 1995)                                               |
|                     | Marcel Rogemont        | PS             | 05 | Socialiste | Adjoint au maire de Rennes                                                   |
|                     | Paul Renaud            | GÉ             | 01 | -          | —                                                                            |
|                     | Herveline Guilloux     | GÉ             | 02 | -          | —                                                                            |
|                     | Pierre Maugendre       | FN             | 01 | -          | Conseiller municipal de Rennes                                               |
|                     | Jacques Doré           | FN             | 02 | -          | Conseiller municipal de Saint-Malo (à partir de 1995)                        |
|                     | Jean-Louis Merrien     | LV             | 01 | -          | Porte-parole des Verts, conseiller municipal de Chantepie (à partir de 1995) |
|                     | Hélène Jollivet        | LV             | 02 | -          | Conseillère municipale de Servon-sur-Vilaine                                 |
| * Vice-président(e) |                        |                |    |            |                                                                              |

### 1986-1992
|                     | Pierre Méhaignerie         | UDF-CDS  | 01 | -          | Ministre, député-maire de Vitré, président du conseil général                                    |
|                     | Gilles Le Pays du Teilleul | UDF-CDS  | 11 | -          | Maire de Romagné Remplace Pierre Méhaignerie, élu député (5e circ.), à partir de juin 1988       |
|                     | Alain Madelin              | UDF-PR   | 02 | -          | Ministre, député                                                                                 |
|                     | Marcel Daunay              | UDF-CDS  | 03 | -          | Sénateur, adjoint au maire de Saint-Méen-le-Grand                                                |
|                     | Pierre Le Treut *          | UDF-CDS  | 04 | -          | Maire et conseiller général de Châteaugiron                                                      |
|                     | René Couanau               | UDF-CDS  | 05 | -          | Député, premier adjoint puis maire de Saint-Malo                                                 |
|                     | Alain Galesne              | UDF-Rad. | 11 | -          | Ancien conseiller municipal d'Acigné Remplace René Couanau, démissionnaire, à partir de mai 1989 |
|                     | Gérard Pourchet            | UDF-CDS  | 06 | -          | Conseiller municipal de Rennes                                                                   |
|                     | Jacques Pilorge            | UDF-CDS  | 07 | -          | Maire de Montfort-sur-Meu                                                                        |
|                     | Jean-Baptiste Lelièvre     | UDF-CDS  | 08 | -          | Conseiller général de Redon                                                                      |
|                     | Emmanuel Pontais           | UDF-CDS  | 09 | -          | Maire et conseiller général de La Guerche-de-Bretagne                                            |
|                     | Georges Magnant            | UDF-PR   | 10 | -          | Conseiller municipal de Bain-de-Bretagne                                                         |
|                     | Edmond Hervé (*)           | PS       | 01 | Socialiste | Député-maire de Rennes, ancien ministre                                                          |
|                     | Annick Hélias              | PS       | 09 | Socialiste | Adjointe au maire de Rennes Remplace Edmond Hervé, élu député (2e circ.), à partir de juin 1988  |
|                     | Pierre Bourges             | PS       | 02 | Socialiste | Maire de Redon                                                                                   |
|                     | Jacques Faucheux           | PS       | 03 | Socialiste | Maire de Fougères                                                                                |
|                     | Jean-Claude du Chalard     | PS       | 04 | Socialiste | Conseiller municipal du Rheu                                                                     |
|                     | Clément Théaudin           | PS       | 05 | Socialiste | Député-maire de Liffré, conseiller général                                                       |
|                     | Jacky Le Menn              | PS       | 06 | Socialiste | Conseiller municipal de Saint-Malo                                                               |
|                     | Jean-Luc Guihard           | PS       | 07 | Socialiste | Conseiller municipal de Montgermont                                                              |
|                     | Henri Gallais              | PS       | 08 | Socialiste | Conseiller municipal de Noyal-sur-Vilaine                                                        |
|                     | Yvon Bourges               | RPR      | 01 | -          | Sénateur-maire de Dinard, conseiller général, ancien ministre                                    |
|                     | Claude Champaud            | RPR      | 02 | -          | Conseiller général et conseiller municipal de Rennes                                             |
|                     | André Belliard             | RPR      | 03 | -          | Maire et conseiller général de Combourg                                                          |
|                     | Yves Pottier               | RPR      | 04 | -          | Conseiller municipal de Rennes                                                                   |
| * Vice-président(e) |                            |          |    |            |                                                                                                  |

(*) Edmond Hervé est président du groupe socialiste.

### 1974-1986
Avant les élections régionales de mars 1986 ⎼ les premières au suffrage universel ⎼, les conseillers régionaux étaient désignés par trois collèges composés d'élus locaux :
- un collège de parlementaires représentant la moitié du conseil régional ;
- un collège d'élus des départements et des communes de plus de 30 000 habitants ;
- un collège d'élus de communautés urbaines.

| Identité | Identité               | Parti        | Période               | Autres mandats ou fonctions                                          |
| -------- | ---------------------- | ------------ | --------------------- | -------------------------------------------------------------------- |
|          | André Belliard         | UDR puis RPR | 1974-1986             | Maire et conseiller général de Combourg                              |
|          | Jean-Michel Boucheron  | PS           | 1981-1986             | Député, conseiller général de Rennes-V et adjoint au maire de Rennes |
|          | Yvon Bourges           | RPR          | 1980-1986             | Sénateur, maire et conseiller général de Dinard                      |
|          | Jean-Pierre Chaudet    | RI puis PR   | 1974-1977             | Adjoint au maire de Rennes                                           |
|          | Pierre du Chélas       | DVD puis RPR | 1974-1977             | Maire de Paimpont et conseiller général de Plélan-le-Grand           |
|          | Michel Cointat         | UDR puis RPR | 1974-ø                | Député et maire de Fougères                                          |
|          | Joseph Cojean          | PS           | 1977-ø                | Conseiller municipal de Saint-Malo                                   |
|          | Jacques Cressard       | UDR puis RPR | 1974-1981             | Député et conseiller général de Rennes-IV                            |
|          | Marcel Daunay          | CDS          | 1980-ø                | Sénateur et 1er adjoint au maire de Saint-Méen-le-Grand              |
|          | François Le Douarec    | UDR puis RPR | 1974-1981             | Député et conseiller général de Rennes-VIII                          |
|          | Maurice Drouet         | CDS          | 1976-1981             | Député et conseiller général de Janzé                                |
|          | Michel Duval           | CD puis CDS  | 1974-1977             | Adjoint au maire de Rennes                                           |
|          | André Egu              | CDS          | 1977-ø                | Maire et conseiller général de Retiers                               |
|          | Yves Estève            | UDR puis RPR | 1974-1986             | Sénateur                                                             |
|          | Louis de La Forest     | CNIP         | 1974-1986             | Sénateur, conseiller général de Bécherel et maire d'Irodouër         |
|          | Henri Fréville         | CDP puis CDS | 1974-1980             | Sénateur, ancien maire de Rennes                                     |
|          | Jean Hamelin           | UDR puis RPR | 1974-1986             | Député, conseiller général et maire de Dol-de-Bretagne               |
|          | Serge Huber            | PCF          | 1977-1986             | Adjoint au maire de Rennes                                           |
|          | Constant Hubert        | CNIP         | -                     | Conseiller général de Bain-de-Bretagne                               |
|          | Jean Le Lann           | CD puis CDS  | 1974-ø                | Conseiller général de Fougères-Sud                                   |
|          | Jean-Baptiste Lelièvre | CD puis CDS  | 1974-1986             | 1er adjoint au maire de Redon et conseiller général de Redon         |
|          | Paul Lemoine           | DVD          | 1974-ø                | Maire et conseiller général de Châteaubourg                          |
|          | Jean Madelain          | CDS          | 1980-1986             | Sénateur et conseiller général de Fougères-Nord                      |
|          | Alain Madelin          | RI puis PR   | 1978-ø                | Député                                                               |
|          | Pierre Méhaignerie     | CDS          | 1974-1976 / 1981-1986 | Député-maire de Vitré, président du conseil général                  |
|          | Michel Phliponneau     | PS           | 1977-1986             | Adjoint au maire de Rennes et conseiller général de Rennes-VII       |
|          | Jacques Pilorge        | DVD puis CDS | 1974-1986             | Maire de Montfort-sur-Meu                                            |
|          | Marcel Planchet        | CD puis CDS  | 1974-1977             | Maire de Saint-Malo et conseiller général de Saint-Malo-Sud          |
|          | Jean Poirier           | DVD          | 1976-1979             | Maire de Val-d'Izé et conseiller général de Vitré-Ouest              |
|          | Emmanuel Pontais       | CDS          | 1978-1986             | Conseiller général et maire de la Guerche-de-Bretagne                |
|          | Isidore Renouard       | RI           | 1974-1975             | Député-maire de Langon                                               |
|          | Édouard Simon          | RI           | 1975-1978             | Député-maire de Lieuron                                              |
|          | Clément Théaudin       | PS           | 1981-1986             | Député, conseiller général et maire de Liffré                        |
|          | Pierre Le Treut        | DVD puis CDS | 1974-1986             | Maire et conseiller général de Châteaugiron                          |